# Jason van Dalen
Jason van Dalen (2 juli 1994) is een Nederlands wielrenner die anno 2018 rijdt voor Delta Cycling Rotterdam.

## Carrière
In 2017 won Van Dalen de tweede etappe in de Okolo Jižních Čech door Nicolai Brøchner en Casper von Folsach achter zich te laten in de massasprint. Een dag eerder was hij, met zijn ploeggenoten, zeventiende geworden in de openingsploegentijdrit.
In 2018 behaalde hij zijn eerste profzege in de Sibiu Cycling Tour.

## Overwinningen
2017
2e etappe Okolo Jižních Čech
2018
4e etappe An Post Rás
3e etappe deel B Sibiu Cycling Tour
2019
4e etappe Olympia's Tour

## Ploegen
- 2017 –  Delta Cycling Rotterdam
- 2018 –  Delta Cycling Rotterdam

Bax · van den Berg · Bugter · van Dalen · van den Dool · Groen · Hoppezak · Janssen · Lucas · Meijer · Pastoor · Timmermans · Tulner